# Convento dei Cappuccini (Savoca)
Il convento e la chiesa dei Cappuccini di Savoca sono due edifici religiosi che sorgono sopra un colle, nelle vicinanze del centro storico della cittadina.

## Il Convento (1603)

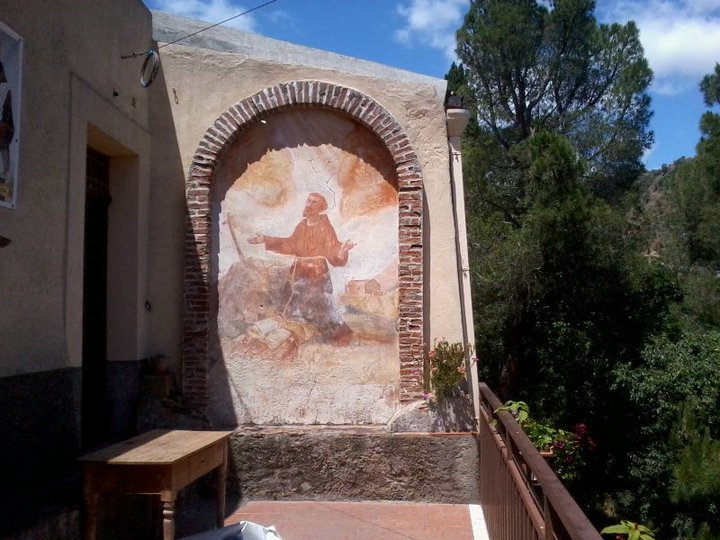
San Francesco d'Assisi riceve le stigmate, Affresco seicentesco nel cortile del convento dei cappuccini.

I frati cappuccini, su iniziativa di padre Girolamo da Montefiore e di padre Girolamo da Castello, fondarono in Savoca, nel 1574, il loro primo convento, edificandolo su di un terreno donato dal sacerdote don Giovanni Coglituri, accanto alla quattrocentesca chiesa della Madonna di Loreto, era dedicato a sant'Anna. Si trovava ad una certa distanza dal centro abitato, in località Cucco-Santa Domenica. Ai primi del Seicento, però, questo sito dovette essere abbandonato, poiché estremamente soggetto a frane, si optò per un luogo più sicuro e più vicino al centro abitato.
L'odierno convento venne edificato tra il 1603 ed il 1614, ad opera del padre generale Lorenzo da Brindisi e del padre provinciale Girolamo da Polizzi. Si costruì su un vasto terreno donato ai cappuccini dal nobile savocese Antonio Crisafulli (1539-1612). È una struttura imponente che domina il centro abitato e le valli che lo circondano. È composto da due piani fuori terra, al piano terra si trovano la biblioteca, il refettorio e la cucina, mentre al primo piano sono allocate le venti celle dei frati. Nella biblioteca rimane ben poco dell'immenso patrimonio letterario un tempo presente, tuttavia, nel refettorio, si possono ancora ammirare alcuni affreschi dipinti da frate Gaetano La Rosa nel 1608. Accanto al convento c'era un grande orto che veniva coltivato e contribuiva al sostentamento dei frati. Al 3 marzo 1650, nel convento dimorano 10 frati, i quali "si sostentano delle elemosine del popolo".
Il convento dei cappuccini, al pari di quello dei domenicani, tra il XVII ed il XIX secolo, ebbe grande rilevanza culturale nell'ambito della società savocese, costituendo il punto di riferimento per la formazione umanistica, scientifica e giuridica di coloro che in quegli anni avevano la possibilità di studiare. Le statistiche cappuccine relative ad un lungo arco di tempo compreso tra il 1616 ed il 1978, riportano i nomi di ben 31 religiosi di rilevante importanza, vissuti nel convento savocese.
Nel 1866, il Regno d'Italia incamerò il convento e l'orto dei cappuccini di Savoca, i quali, tuttavia, poco tempo dopo, "vennero ricomprati dai frati". Nel 1990, gran parte dell'orto del convento viene espropriato dal comune di Savoca, che vi realizzò il parco comunale. Il convento è in ottimo stato di conservazione e viene gestito da un'associazione religiosa ed è messo a disposizione di gruppi e di villeggianti.

## La chiesa del convento dei Cappuccini (1603)

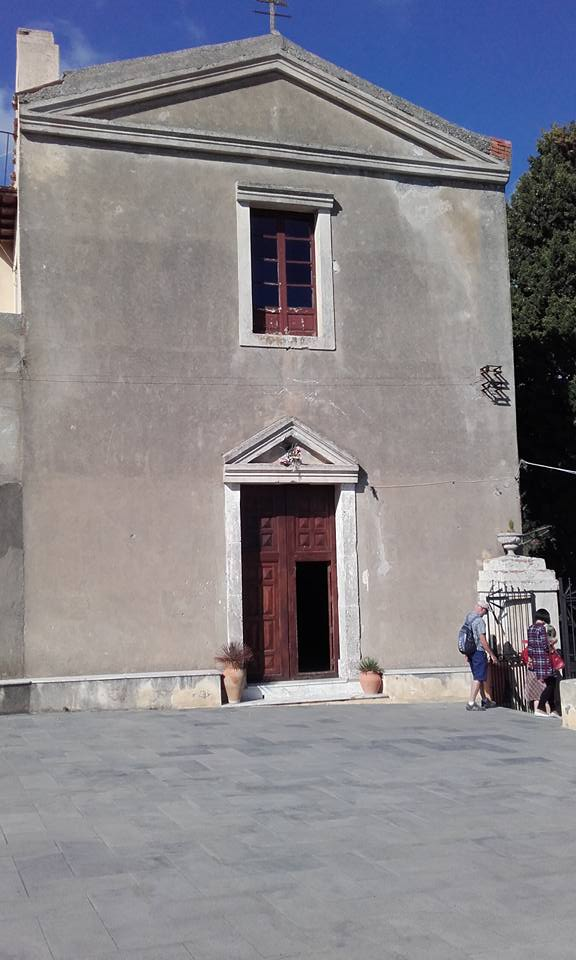
Prospetto esterno della chiesa (1614)

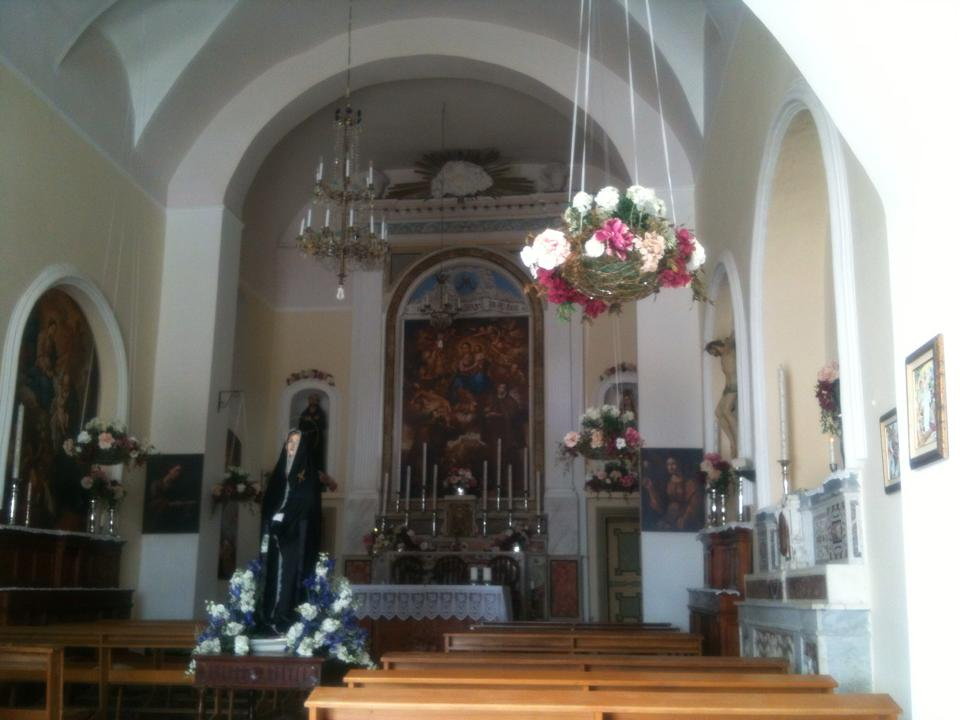
Interni della chiesa del Convento.

Annessa al maestoso edificio del convento, è dedicata a san Francesco d'Assisi. Al suo interno racchiude varie opere di grande pregio artistico e storico.
L'opera più antica è sicuramente la tela ad olio della Madonna di Loreto, della prima metà del Cinquecento. Commissionata dalla famiglia savocese dei Trimarchi, è attribuita ad Antonino Giuffré, anche se alcuni esperti ritengono sia opera di Antonio di Saliba, nipote di Antonello da Messina. Secondo un resoconto redatto da padre Andrea da Paternò nel 1750, quest'opera, originariamente custodita nell'antica chiesa di Santa Domenica, in contrada Cucco, venne qui collocata nella prima metà del Seicento. Detta opera è stata oggetto di una grande devozione da parte del popolo savocese, che la chiama "a Madonna i l'acqua", soprattutto nei periodi di grande siccità, quando venivano organizzate processioni e preghiere per chiedere la pioggia (che poi si verificava puntualmente). Infine, sempre secondo quanto riportato da padre Andrea da Paternò, l'8 settembre di ogni anno, la Madonna di Loreto veniva onorata con una partecipatissima festa, preceduta da un novenario solenne a cui presenziavano anche i Giurati cittadini.
Da qualche decennio questa tela è custodita ed esposta nel Museo regionale di Messina, quella presente in chiesa è una pregevole copia. 
Sull'altare maggiore troneggia la tela della Madonna e il Bambino tra gli angeli con san Francesco e santa Chiara che rappresenta la Madonna col bambinello Gesù in braccio che benedice la città di Savoca, riprodotta ai suoi piedi; venne dipinta da Domenico Guargena nel 1661 e ci fa comprendere la struttura urbana del centro storico savocese nel XVII secolo.
Sulle pareti laterali della chiesa si ammirano due dipinti a olio su tele centinate raffiguranti rispettivamente una Visione di fra' Felice da Cantalice di Ludovico Svirech del 1755 e i Santi Anna e Gioacchino in visita a Maria
dipinta da frate Umile da Messina nel 1637, dello stesso autore (allievo di Alonso Rodriguez, che fu discepolo del Caravaggio) anche un cenacolo del 1634 ed un'altra tela raffigurante la Vergine degli Angeli.
Si possono altresì ammirare due altari in marmo ed in legno, nonché una pregevole statuina seicentesca raffigurante Santa Maria Bambina
.
Infine, all'interno della chiesa sono presenti cinque sepolture: una a sarcofago, in cui è sepolto l'industriale messinese Antonino Russo Gatto (1809-1868) e le altre quattro, al livello del pavimento, che appartengono alle famiglie notabili savocesi dei Trimarchi, degli Scarcella e dei Prestipino. Molte delle opere d'arte del convento sono custodite, al fine di impedirne il furto, presso il santuario di Gibilmanna a Cefalù.

## La cripta dei cappuccini

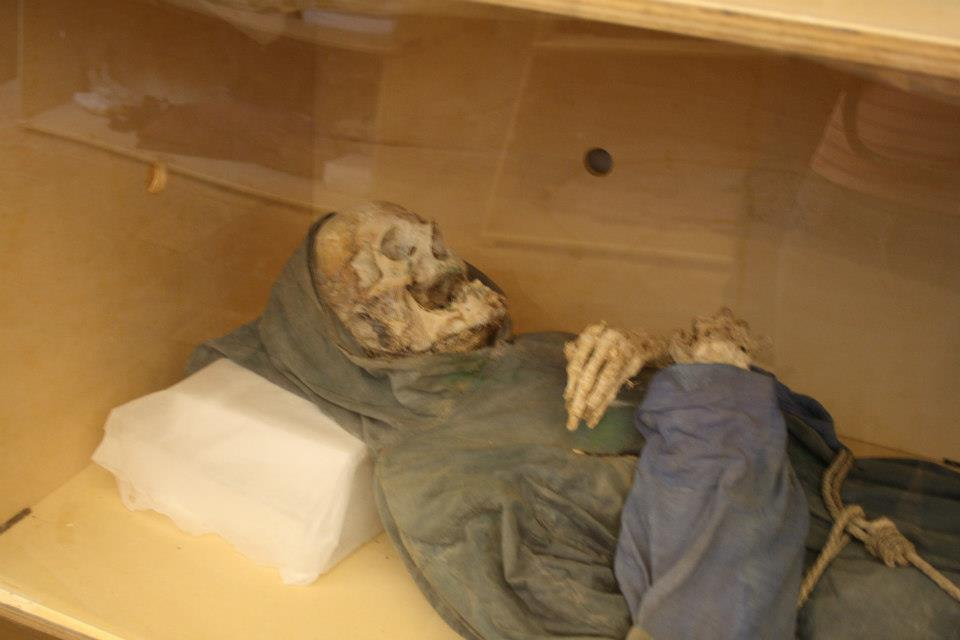
La mummia di fr. Bernardo da Limina (1693-1777)

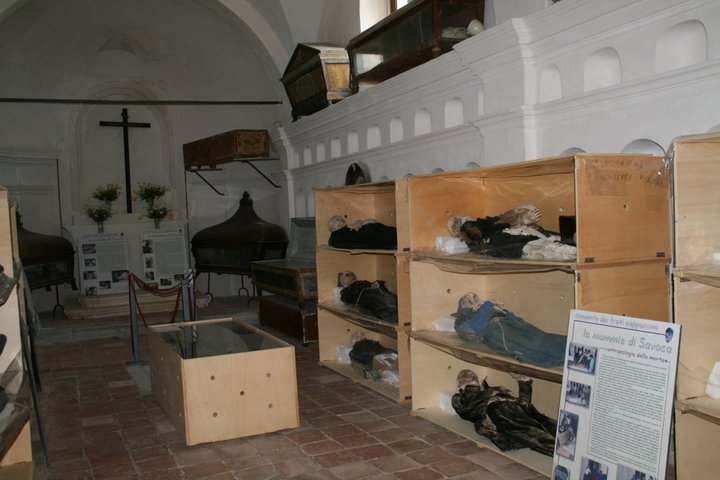
La cripta dei Cappuccini con le mummie dei notabili savocesi

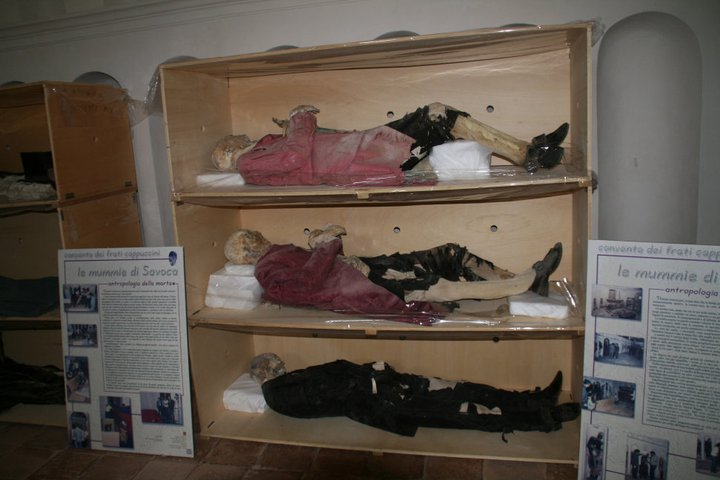
Cripta dei cappuccini, particolare delle mummie

Realizzata agli inizi del Settecento nel sottosuolo della piazzetta antistante la chiesa del convento, ha un'ampiezza di 14x4,25 m. Racchiude 37 cadaveri mummificati appartenenti a patrizi, avvocati, notai, possidenti, preti, monaci, abati, medici, poeti, magistrati, una nobildonna e tre bambini, per la maggior parte appartenenti alla ricca e potente aristocrazia savocese.
Non si conosce l'origine dell'usanza dell'imbalsamazione dei cadaveri; venne forse introdotta, circa tre millenni addietro, dai Fenici, i quali l'avevano appresa dagli Egizi. Tuttavia, una tesi afferma che, nel corso del XVI secolo, i frati cappuccini avrebbero appreso le tecniche di imbalsamazione in Sud America, le quali, attraverso la Spagna, sarebbero giunte in Sicilia. 
La mummia più antica, ancora elegantemente vestita secondo la moda del tempo, risale al 1776, ed appartiene al notar Pietro Salvadore (1708-1776), la più recente è del 1876 ed appartiene al Sac. don Giuseppe Trischitta (1812-1876). Nel 1811 vi fu collocata la salma del letterato e accademico savocese prof.Matteo Procopio. Il procedimento di mummificazione durava sessanta giorni, era detto dell'essiccazione naturale; consisteva, prima nell'immergere per due giorni la salma in una soluzione di sale e aceto, successivamente, si procedeva allo scolo dei visceri nella cripta-putridarium della chiesa madre dove, sfruttando il gioco delle correnti d'aria, avveniva la naturale essiccazione del cadavere. Infine, la mummia veniva elegantemente vestita e si procedeva a traslarla solennemente nel sito in questione. Il procedimento di mummificazione veniva effettuato direttamente dai frati cappuccini ed era abbastanza costoso. 
La cripta dei Cappuccini di Savoca ha suscitato, nel corso del XX secolo, l'interesse di molti diversi intellettuali, come Ercole Patti, Leonardo Sciascia e Mario Praz.
Nel 2015, le mummie sono state sottoposte ad approfondite analisi antropologiche (a cura di Dario Piombino-Mascali e del National Geographic) che hanno evidenziato caratteristiche fisiche, stato di salute e abitudini alimentari delle persone mummificate; offrendo un interessante spaccato sulle classi dominanti siciliane tra il XVIII e il XIX secolo.
Tra i numerosi personaggi imbalsamati, la tradizione ha tramandato, fino ad oggi, generalità e notizie su molti di costoro, corroborate peraltro da notizie estrapolate dagli archivi ad opera dello storico locale savocese Santo Lombardo.
I corpi sono rivestiti con elegantissimi abiti d'epoca e danno mostra di sé nelle nicchie e nelle bare in cui sono racchiusi.
Nel 1985 molte delle mummie esposte nella cripta furono oggetto di un grave atto teppistico; uno squilibrato, penetrato furtivamente e nottetempo nella necropoli sotterranea, le ha imbrattate con della vernice verde; pochissime salme sono state risparmiate ma oggi, dopo 30 anni è stato concluso l'intervento conservativo di dette mummie.